# آگوستین گومز (بازیکن فوتبال، زاده ۱۹۸۳)
آگوستین گومز (انگلیسی: Agustín Gómez؛ زادهٔ ۵ فوریهٔ ۱۹۸۳) بازیکن فوتبال است.